# Pseudomuscari
Pseudomuscari is een geslacht uit de aspergefamilie.

## Soorten
- Pseudomuscari azureum
- Pseudomuscari chalusicum
- Pseudomuscari coeleste
- Pseudomuscari coeruleum
- Pseudomuscari forniculatum
- Pseudomuscari inconstrictum
- Pseudomuscari pallens